# Сёмскар, Линн
Линн Сёмскар (швед. Linn Sömskar; род. 3 июня 1989, Умео) — шведская лыжница, призёрка этапа Кубка мира. Специализируется в спринтерских гонках. Двенадцатикратная чемпионка мира по бегу на роликовых лыжах.

## Карьера
В Кубке мира Сёмскар дебютировала в 2010 году, в январе 2013 года единственный раз попала в тройку лучших на этапе Кубка мира, в командном спринте. Кроме этого на сегодняшний момент имеет 5 попаданий в десятку лучших на этапах Кубка мира, 3 в командном и 2 в личном спринте. Лучшим достижением Сёмскар в общем итоговом зачёте Кубка мира является 67-е место в сезоне 2011-12. 
За свою карьеру в чемпионатах мира и Олимпийских играх участия пока не принимала. 
Использует лыжи и ботинки производства фирмы Atomic.